# Identicon

其中一种Identicon生成图

Identicon是一种基于用户信息的哈希值生成图像的技术，通常使用用户登录时的IP地址作为输入值，并作为生成新建用户时的初始化头像用于保护用户隐私。其雏形是由九个方格构成的图案，现在第三方开发还有其他类型的生成模式。

## 起源
这个理念最早由Don Park于2007年时提出：
|            | I originally came up with this idea to be used as an easy means of visually distinguishing multiple units of information, anything that can be reduced to bits. It's not just IPs but also people, places, and things. IMHO, too much of the web what we read are textual or numeric information which are not easy to distinguish at a glance when they are jumbled up together. So I think adding visual identifiers will make the user experience much more enjoyable. |
| ——Don Park | |

译文：
|  | 我最初只是提供一个使用一种简单的视觉手段来区分多个单元信息的想法，任何事物，即使是一些信息碎片。它不单只是一个IP，也是一个人，一个地点，一个事。恕我直言，我们在网上所读到的太多都是文字或者数字，当它们都混合在一起时使我们不能很容易地将其区分，所以我想增加一种视觉标识方法来使用户有更好的体验。 |

## 释出版本
最早期v0.1版本是基于服务器端的Java版本，v0.2就整理了代码，修正并完善一些功能，包括一个颜色生成漏洞，添加缓存机制，增加了一些文档，并且提供了jar运行组件。v0.3发布了基于客户端的Canvas元素版本。现在已经发布到v0.5。
其他仿制版本也跟着出现，The Vash提供了Affero通用公共许可证和专用授权协议双授权版本。

## 应用
- 其中一个重要使用是用于在Blog或者wiki等支持用户登录的系统生成默认头像，其作用是无需用户提供自己真实的头像或者被其他人恶意纵伤而保护用户私隐。这效果相当有效，因为大部分网络接入是使用ISP，而这些接入使用了动态IP分配，所以每次能产生不同的Identicon。
- 一些第三方软件也可以用来生成识别头像用于保护网上购物交易卖方隐私。[4]
- 原始Identicon方案发展出新的用途，用于作为一种简单而非常有效的反钓鱼保护机制。不过这需要客户端支持。Park正在需求与浏览器厂商的合作，并称该计划为“双子座”计划。[5]
- 有人开发了一种叫“IdentFavIcon ”的Firefox插件，使网站不会使用其所提供的favicons，而是使用由其根据服务器IP生成相应的Identicon图案。